# Vojt
Vojt, från tyska språkets woit, är ett slags hisstyg som används på fartyg. Kan även kallas klapplöpare. En vojt består av en lång lina, skuren mellan två block, vilken görs fast i båda ändar. Den används för att hala föremål från den ena fästpunkten till den andra.

## Vojtning
Med vojtning avses att med en vojt eller annan hisstygsanordning förflytta en person eller ett föremål mellan två fartyg eller ett fartyg och land. Vid grov sjö kan vojtning vara det enda möjliga sättet att genomföra transporter från ett fartyg till ett annat som är under gång. 
Vid vojtning av personer används en båtmansstol som får löpa längs vojtlinan.

### Tryckta
- Nordisk familjebok, Uggleupplagan, 1921
- Lärobok i sjömanskap för marinen,  utarbetad av S G Weinberg, 1954, sid 40f
- Kryssarminnen, Föreningen Marinmusei Vänner, Axel Abrahamsons tryckeri, Karlskrona 1998, sid 83f